# کلر لیسی
کلر لیسی (انگلیسی: Claire Lacey؛ زادهٔ ۱۲ ژوئن ۱۹۷۵) بازیکن سابق فوتبال اهل انگلستان است که برای وستهام یونایتد بازی کرد. لیسی به این دلیل که اولین بازیکن وستهام بود که برای انگلیس بازی کرد، شهرت پیدا کرد.
وی همچنین در تیم ملی فوتبال زنان انگلستان بازی کرده است.